# مكان هادئ
مكان هادئ (بالإنجليزية: A Quiet Place)‏ هو فيلم رعب أمريكي صدر عام 2018، من إخراج جون كراسينسكي. تمت كتابة السيناريو بواسطة سكوت بيك وبريان وودز من قصة تصوروها، بمساهمة من كراسينسكي بعد انضمامه إلى المشروع. تدور أحداث الفيلم حول أم (إميلي بلانت) وأب (كراسنسكي) يكافحان من أجل البقاء وتربية أطفالهما (ميليسنت سيموندز ونوح جوب) في عالم ما بعد نهاية العالم الذي تسكنه مخلوقات عمياء خارج كوكب الأرض تتمتع بحاسة سمع حادة.
طور بيك وودز مفهوم القصة أثناء وجودهما في الكلية، وبدآ في كتابة السيناريو في يناير 2016. وأخبرا منتجي بلاتينيوم دونز أنهم يريدون بلانت لدور الأم. في يوليو 2016، قرأ كراسينسكي السيناريو الخاص بهم لدور الأب. تحدث مع بلانت عن أفكاره للقصة، واقترحت عليه إخراج الفيلم. لم تقم بلانت بهذا الدور في البداية، لكنها شعرت لاحقًا بالارتباط بالقصة بعد قراءة السيناريو. تعاون الاثنان في أفكار الفيلم أثناء مرحلة ما قبل الإنتاج. تم الإعلان عن كراسينسكي كمخرج وكاتب مشارك ونجم مشارك مع بلانت في مارس 2017. تم التصوير في شمال ولاية نيويورك من مايو إلى نوفمبر 2017.
تم عرض فيلم A Quiet Place لأول مرة في ساوث باي ساوثواست في 9 مارس 2018، وتم إصداره في الولايات المتحدة في 6 أبريل 2018 بواسطة باراماونت للترفيه. حقق الفيلم أكثر من 340 مليون دولار في جميع أنحاء العالم وحظي بإشادة من النقاد. تم اختيار الفيلم من قبل المجلس الوطني للمراجعة ومعهد الفيلم الأمريكي كأحد أفضل عشرة أفلام لعام 2018. كما تم ترشيحه لعدة جوائز، منها جائزة جولدن جلوب لأفضل موسيقى تصويرية، وجائزة الأوسكار لأفضل مونتاج صوتي، ورابطة الكتاب. جائزة أمريكا لأفضل سيناريو أصلي، وفاز بلانت بجائزة نقابة ممثلي الشاشة للأداء المتميز لممثلة في دور داعم.
تتمة امهامكان هادئ الجزء الثاني، تم عرضه لأول مرة في مدينة نيويورك في 8 مارس 2020 وتم إصداره في الولايات المتحدة في 28 مايو 2021، مع عودة كراسينسكي كمخرج وعودة الممثلين الرئيسيين أيضًا مع إضافة سيليان ميرفي و دجيمون هونسو.

## القصة
على مدى ثلاثة أشهر في عام 2020، يتم القضاء على معظم مجموعات البشر والحيوانات على الأرض من خلال مخلوقات بلا طائل مجهولة المنشأ. مخلوقات تهاجم أي شيء يسبب الضجيج، لها سمع حساس وقوي وجلد مدرع.
عائلة أبوت مكونة من: الأم إيفلين، والأب لي، وابنة صماء اسمها ريغان، وولدان ماركوس وبيو. يبحثون بصمت عن إمدادات في بلدة مهجورة. بينما في الخارج تتواصل العائلة مع بعضهم من خلال لغة الإشارة الأمريكية. يريد الطفل بيو البالغ من العمر أربع سنوات لعبة مكوك تعمل بالبطارية، ولكن يأخذها الأب بعيداً لأنها تسبب الضوضاء. تعيد ريغان اللعبة إلى بيو، والذي يأخذ أيضاً البطاريات التي أزالها والده منها. يقوم بيو بتفعيل اللعبة عندما تكون العائلة في طريقها أثناء عبور الجسر إلى المنزل، يأتي مخلوق غريب ويقتله قبل أن يتمكن والده من إنقاذه.
منزل خشبي أبيض مكون من ثلاثة طوابق مع سقف منحدر مقلوب، مضاء بأشعة الشمس من الجهة اليسرى، وينظر إليه بثلاثة أرباع زاوية وسط منظر طبيعي مع تلال مشجرة في الخلفية تحت سماء زرقاء صافية.

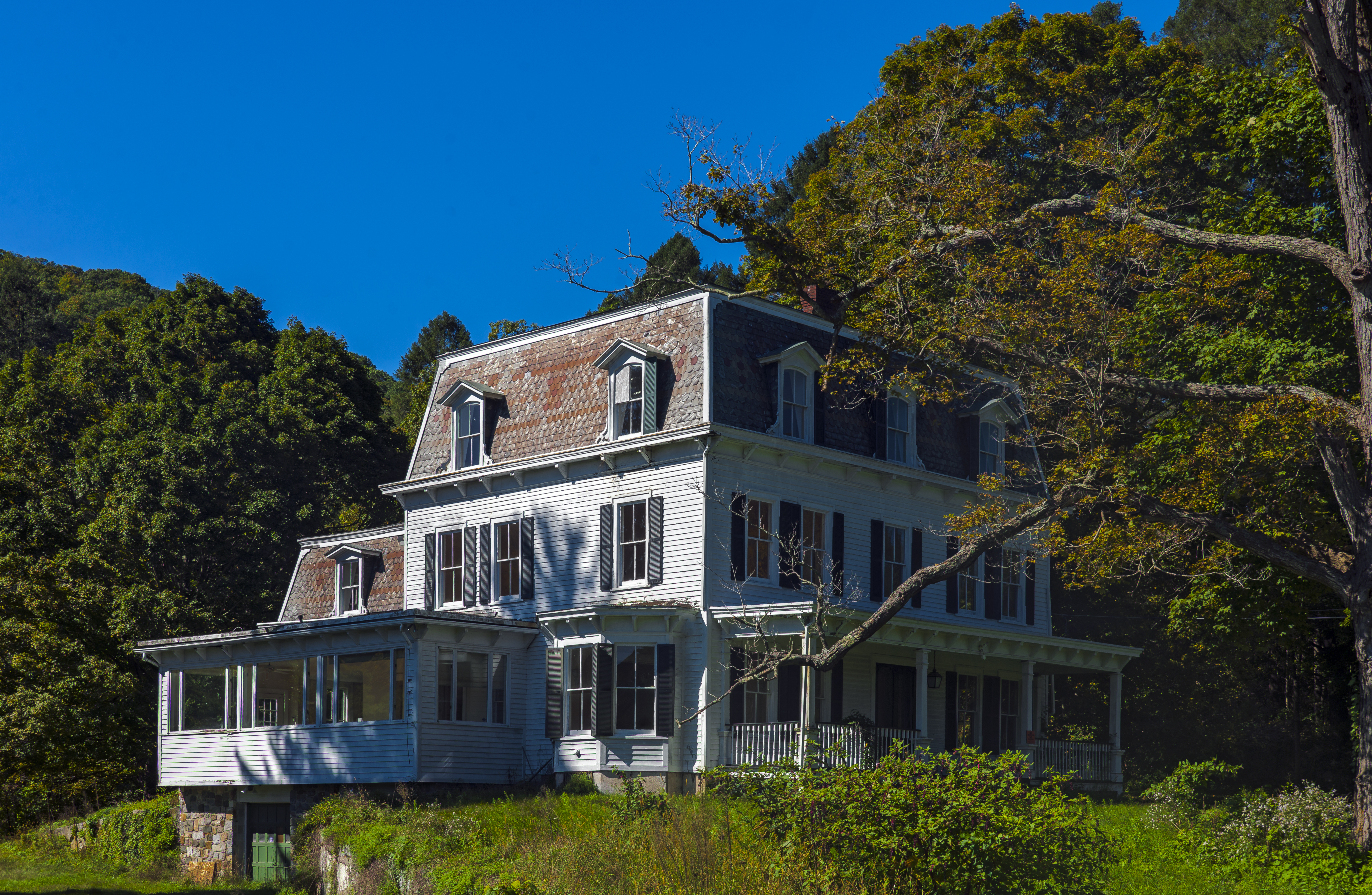
منزل العائلة في الفيلم.

بعد أكثر من عام تواصل ريغان النضال ضد إحساسها بذنب وفاة شقيقها، وتدخل الأم إيفلين في المراحل الأخيرة من الحمل، ويحاول لي دون جدوى إجراء اتصالات لاسلكية مع العالم الخارجي، ويحاول قيام زراعة القوقعة لدى ريغان مع مكبرات صوت مصغرة مكبوتة لاستعادة السمع، لكن الأجهزة غير فعالة. في وقت لاحق يأخذ الأب إبنه ماركوس إلى نهر قريب مع شلال كبير لتعليمه الصيد بينما تذهب ريجان لنصب أخيها بو التذكاري. يشرح لي لإبنه ماركوس بأنهما في مأمن من المخلوقات في وجود أصوات أعلى، فهي تخفي أصواتهم. ثم يكشف ماركوس لأبيه أن ريغان تلوم نفسها على وفاة أخيها بيو وتحتاج إلى والدها ليخبرها أنه ما زال يحبها. وبينما كان لي وماركوس عائدان من النهر، يصادفان رجل مسن، يقف فوق جثة امرأة عجوز، يفترض أنه زوجته، التي تم تقطيعها. يشير لي للعجوز بأن يبقى صامتاً، لكن يصرخ ويجذب المخلوقات. يلتقط لي إبنه ماركوس ويختبئا بينما المخلوق يهاجم الرجل العجوز، مما أسفر عن مقتله. إيفلين وحدها في المنزل تدخل العمل قبل الموعد المتوقع. بينما تشق طريقها إلى الطابق السفلي، تخطو على مسمار مكشوف وتتألم. وتسقط عن طريق الخطأ إطار الصورة الزجاجية وتنبه مخلوق قريب. تغير إيفلين أضواء المنزل الخارجي إلى الأحمر كإشارة خطر للآخرين وتكافح من أجل التزام الصمت أثناء انقباض الرحم.
عند وصول الأب لي إلى المزرعة ويرى الأضواء، يأمر ماركوس بإطلاق الألعاب النارية. وعند وصوله إلى المنزل يجد إيفيلن مختبئة في الحمام مع ابنهما المولود حديثًا، ويرافق إيفلين في طريقه إلى الطابق السفلي المرتجع العازل للصوت. وعند وصولهما للطابق السفلي يغادر لي ليجد الأطفال الآخرين، واعداً إيفلين بأنه سيحميهم. ثم تغفو إيفلين بعد ذلك، ولكنه سرعان ما يستيقظ لتكتشف أن الطابق السفلي من الحظيرة مغمور بالماء من أنبوب مكسور وأن مخلوقًا موجوداً في الطابق.
تلجأ ريغان التي عادت إلى المزرعة، على قمة صوامع الحبوب مع ماركوس، لإشعال النار لتنبيه والدهما إلى مكان وجودهما. ومع ذلك ينفد السائل وتنطفئ النيران قبل أن تتمكن من جذب انتباه لي. باب من أبواب الصوامع يفتح فجأة، ويقع ماركوس في الصومعة، وصوت الباب يجذب المخلوق الذي كان يطارد إيفلين ويستهدف ماركوس وريجان. تغرق ماركوس في الذرة وتختنق تقريباً، لكن ريغان يقفز ويخلّصها قبل أن يصبح محاصراً. تتفاعل القوقعة المزروعة لدى ريغان مع قرب المخلوق عن طريق إصدار صوت عالي التردد يدفعها بعيدًا. يذهب الأطفال للهروب من الصومعة ويجتمعون مع والدهم.
يعود المخلوق، ويهاجم ويجرح لي، في حين يختبئ ماركوس وريجان في شاحنة صغيرة. بعد رؤية والده مصاباً، يصرخ ماركوس باندفاع وصوت عالٍ ويجذب المخلوق إلى الشاحنة. ونظرًا لصوتها المزعج، تطفئ ريغان القوقعة المزروعة لأول مرة، غير مدركة لحقيقة أنها ربما تكون قد دفعت المخلوق بعيدًا. يشير لي لريغان على أنه يحبها دائماً، قبل التضحية بنفسه بالصراخ لصرف المخلوق بعيداً عن أولاده. يديرا ريغان وماركوس الشاحنة أسفل التل للفرار وللتجمع مع إيفلين والطفل في المزرعة.
ثم ينسحب الأربعة إلى قبو المنزل. عندما يعود المخلوق، تدرك ريغان أن الصوت الذي صنعته القوقعة المزروعة يزعج المخلوق، تقوم بوضع الجهاز على ميكروفون قريب، مما يضاعف الترددات. يدمر الجهاز المخلوق بشكل مؤلم، ويكسر لحم رأسه المدرع، وتطلق عليه إيفلين وتقتله. تنظر الأسرة إلى دائرة تلفزيونية، تظهر اثنين من المخلوقات التي تجذبها ضوضاء انفجار الطلقات النارية وتقترب من المنزل. ومع معرفتهم المكتسبة حديثاً بنقطة ضعف المخلوقات، تقوم أفراد العائلة بتسليح أنفسهم والاستعداد للرد.

## طاقم التمثيل
- جون كراسينسكي، بدور لي أبوت.
- إيميلي بلنت، بدور إيفلين أبوت.
- نواه جوب، بدور ماركوس أبوت.
- ميليسنت سيموندز، بدور ريغان أبوت.

## وصلات خارجية
مكان هادئ على موقع IMDb (الإنجليزية)
- مكان هادئ على موقع ميتاكريتيك (الإنجليزية)
- مكان هادئ على موقع روتن توميتوز (الإنجليزية)
- مكان هادئ على موقع ألو سيني (الفرنسية)
- مكان هادئ على موقع Turner Classic Movies (الإنجليزية)
- مكان هادئ على موقع أول موفي (الإنجليزية)
- مكان هادئ على موقع بوكس أوفيس موجو (الإنجليزية)
- مكان هادئ على موقع فيلمافينيتي (الإسبانية)
- مكان هادئ على موقع قاعدة بيانات الأفلام السويدية (السويدية)
- مكان هادئ على موقع قاعدة بيانات الفيلم (الإنجليزية)